# Messianische Bewegungen
Unter Messianische Bewegungen versteht man meist religiös motivierte Gruppierungen, die sich in Erwartung der (baldigen) Ankunft eines von Gott gesandten Führers auf der Erde Erlösung von Leid und Mangel erhoffen. Sie tauchen vor allem im Judentum, Christentum, Islam und Buddhismus auf.
Der Begriff „Messias“ leitet sich vom hebräischen Wort „Maschiach“ ab und bedeutet, ebenso wie das griechische Wort Christos, „der Gesalbte“. Die Könige Israels wurden durch die Salbung zum König eingesetzt. Der Titel „Messias“ ist ein Hoheitstitel und damit ein vordergründig politischer. Der ähnliche islamische Titel „Mahdi“ dagegen bedeutet „Rechtgeleiteter“. Der christliche Begriff des Messias bezieht sich auf Jesus Christus in der Bedeutung Heiland und erhoffter Erlöser.

## „Messias“ als Begriff
Eine ausdrückliche Nennung des Begriffs „Messias“, in der Bedeutung einer eschatologischen Rettergestalt, findet sich nirgendwo in der Tora, den ersten fünf Büchern des Tanach. Vielmehr wird dieser Begriff ausschließlich auf Personen angewandt. Der Begriff „Messias“ bedeutet auch „Der Erlöser“. Genannt werden die Könige in Israel, sechsmal der Hohepriester sowie einmal der persische König Kyros II. (Jesaja 45,1 ) – und zwar stets in „syntaktisch charakteristischer Construktus-Verbindung mit ‚JHWH‘ bzw. mit diesbezüglichem Suffix“.

## Vielfalt der Messiaserwartungen und ihrer Deutungen
Neben dem fehlenden Begriff des Messias als „terminus technicus“ muss bei der weiteren Betrachtung der alttestamentlich-kanonischen Texte und der damit zusammenhängenden einschlägigen Literatur aus der heutigen Zeit auf gewisse Besonderheiten geachtet werden. Im Wesentlichen wird nicht zwischen einer „messianischen Hoffnung“ und der sogenannten „Heilserwartung“ unterschieden, und es findet auch keine ausreichende Differenzierung zwischen den Begriffen „Messias“ und „messianisch“ statt. Durch die Bezeichnung der Könige Israels als „Gesalbte Jhwhs“ wurden die Könige Israels nicht nur im höchsten Maß hervorgehoben, sondern es wird unter anderem auch eine souveräne und erwählende Bindung zu JHWH und dem Davidischen Königtum forciert. In den Grundzügen wird ersichtlich, dass die Darstellung der „Messiaserwartung“ ein sehr kontroverses Thema darstellt, welches auch für die Forschung nicht uninteressant schien, denn in dieser Thematik finden sich die wichtigsten Grundentscheidungen alttestamentlicher und vor allem dann biblischer Theologie wieder.
Nach landläufigem Verständnis muss die Messiasgestalt im Alten Testament folgende Attribute erfüllen: Sie muss in Form einer „Königsgestalt“ erscheinen, sie muss „Heil“ bringen, und mit ihr muss die „Endzeit“ anbrechen, so dass der Begriff des Messias gleichzusetzen ist mit dem „eschatologischen Heilskönig“. Der oben erwähnten Salbung des Königs in den kanonischen Texten wohnte zwar eine konstitutive und legitimierende Rolle inne, sie ist aber noch lange kein Beweis für die immer wieder hergestellte und ungebrochene Linie zu einer „eschatologischen Erwartung“. Nicht alles, was königliche Momente aufweist, ist zugleich auch „messianisch“, und nicht schon alles in die Zukunft Blickende ist „eschatologisch“ zu nennen.
Doch es lässt sich anhand verschiedener Texte exegetisch nachweisen, dass mit jedem erneuten Handeln JHWHs das Vertrauen auf seine universale Herrschaft zunahm und das Volk somit eine Zukunftsperspektive in JHWH zu zeichnen begann, welche aber nicht die Konturen einer Messiasgestalt erfüllte. Insofern bietet das Alte Testament Anstoß und Vorgeschichte einer weit verzweigten Messias-Erwartung, d. h. einer sich entwickelnden Messianologie, die sich im Frühjudentum wie auch im Neuen Testament herauszubilden beginnt. In der jüngsten Aufsatzsammlung zum Thema (Studien zum Messiasbild im AT, 1989) gesteht man zwar ein, wie wenig beweisbar eine durchgehende Linie in Bezug auf die „Messias-Erwartung“ sei, möchte aber dennoch das „Messiasbild“ mindestens „für bestimmte Teile des Alten Testaments retten“, da gerade hier offenbar ein Herzstück biblisch-theologischer Kontinuität gesehen wird.

## Im Judentum

### Um die Zeitenwende
Im nachbiblischen Judentum gibt es weder eine zentrale noch eine einheitliche Vorstellung eines Messias. Man könnte am ehesten von einem priesterlichen Messias als dem Mittler des endzeitlichen Heils sprechen. Die ersten ausgeprägten messianischen Erwartungen finden sich erst ab dem 1. Jh. v. Chr. in den Psalmen Salomos und in den Schriftrollen von Qumran. Hier tritt auch zum ersten Mal die Bezeichnung Maschiach, für den König der Heilszeit in Erscheinung. An dieser Stelle ist auch keine einheitliche Linie vorzufinden, jedoch ist die Erwartung eines priesterlichen Messias mehrfach mit der eines Messias Israels verbunden. Doch bleibt auch der Gedanke an das Erscheinen von zwei Messiassen (priesterlich und königlich) präsent, denn offenbar wird in den Psalmen von Qumran der Priester und dann der Fürst gesegnet.

### Rabbinische Zeit
Im Allgemeinen kann man sagen, dass die rabbinische Zeit dadurch geprägt ist, dass in ihr die Apokalyptik weitergeführt wird. Der messianischen Zeit geht demnach eine Leidenszeit voraus, an anderer Stelle spricht man auch von den „Geburtswehen des Messias“. Diese Tatsache hat gerade in für Juden katastrophalen Zeiten und Situationen den Glauben an einen Messias immer wieder neu entfacht. Als Zeitpunkt der Ankunft der messianischen Zeit gilt: 4.000 Jahre nach der Erschaffung der Welt oder 400 Jahre nach der Zerstörung des Tempels. In anderen Quellen wiederum wird davon ausgegangen, dass Handlungen der Menschen, wie z. B. Buße tun, einen direkten Einfluss auf das Erscheinen des Messias hätten, spätestens tritt der Erlöser jedoch in Erscheinung, wenn das Maß des Leidens Israels voll ist.
Der krank auf seine Sendung wartende und somit zum Schluss noch selbst leidende Messias ist den klassischen rabbinischen Texten eher fremd. Zwar gibt es einige Texte, in denen ein schwer leidender Messias erwähnt wird, welcher alle Sünden auf sich nimmt, um das Volk Israel zum Lichte zu führen, doch sind diese nicht datierbar. Vielmehr betonen die Rabbinen die Sinnlosigkeit jeglichen Aktivismus', und sie verachten sogar das vorzeitige Wecken des Erlösers. Es ist allein der Wille Gottes, der den Messias herbeiholen kann, damit mit diesem eine messianische Zeit anbrechen kann, in welcher paradiesische Zustände herrschen werden.

### Mittelalter
Die Zeit des Mittelalters hat viele messianische Bewegungen hervorgebracht. So musste es auch zu einer entsprechend hohen Anzahl an Messiassen und Pseudomessiassen kommen. Verständlicherweise suchten viele Menschen damals nach gewissen Unterscheidungsmerkmalen, die den wahren Messias erkennen lassen würden.
Maimonides stellte in seinem Werk Mischne Tora eine Liste mit Kriterien für den wahren Messias auf. Die messianische Zeit werde keine Veränderung in der Ordnung der Natur bringen, sondern lediglich Israel von jeder Fremdherrschaft befreien. Er sah darin ein ideales Zeitalter des Gotteswissens verwirklicht, in dem „die Könige aus dem Hause Davids in Jerusalem herrschen, wo auch der Tempel wieder errichtet wird“.
In der esoterischen Tradition des Judentums waren messianische Vorstellungen lange Zeit nur eine Randerscheinung, doch seit dem 13. Jh. traten sie vermehrt auf. Die Wiederherstellung der anfänglichen Einheit, durch die Erfüllung der Gebote und miteinander vereinbarte Absichten in mystischen Gebeten, werden zur Aufgabe eines Jeden gemacht.

### Neuzeit
Die pseudomessianischen Bewegungen hielten bis in die Neuzeit an und gefährdeten die jüdischen Gemeinden zum Teil, bewirkten jedoch auch, dass der Messianismus letztlich zurückgedrängt wurde.
Die verstärkten antisemitischen Verfolgungen und Judenpogrome im 17. und 18. Jahrhundert ebneten den Boden für messianische Erwartungen, die sich in der Person des angeblichen Messias Schabbtai Zvi (1626–1676), der später zum Islam übertrat, verkörperten. Einer der berühmtesten religiösen Schwärmer aus Osteuropa war Jakob Joseph Frank (1726–1791), Stifter des Frankismus, der seinerseits zum Christentum übertrat.
Im 19. Jahrhundert waren akute Messiashoffnungen in geringerem Maße mehr anzutreffen, und der rationale Ansatz von Maimonides wurde immer mehr radikalisiert. Der jüdische Monotheismus sollte zur Erfüllung einer „messianischen Heilszeit“ beitragen, und die Gebete um das Kommen des Messias wurden ganz im Sinne der Rabbiner aus der Liturgie gestrichen.
Die Thematik des modernen jüdischen Staates Israel kann von zwei Extrempositionen beleuchtet werden. Beiden gemeinsam ist, dass die Gründung des Staates Israel als Indiz einer bevorstehenden messianischen Zeit betrachtet wird, nur verweisen gewisse Kreise der Ultraorthodoxie darauf, dass diese Gründung eine Aufgabe des Messias sei und dass jede menschliche Vorwegnahme zu einer Verzögerung führen würde. Zentraler Bestandteil ist aber immer noch die durch „die traditionellen Gebete lebendig gehaltene Hoffnung auf das Kommen eines Messias ohne konkrete zeitliche Festlegung oder Bindung an politische Entwicklungen“ und vor allem die Erwartung der messianischen Zeit, welche aber nur von Gott selbst herbeigeführt werden kann.

## Im Christentum
Im neutestamentlichen Christentum wurde die „messianische Bewegung“ in eine „eschatologische Befreiungsbewegung“ transformiert. Alle, die behaupteten, Christus zu sein, und alle als falsch eingestuften Propheten (Mk 13,22  par.) wurden auf Jesu Anweisung von den Aposteln, allerdings (zum Leidwesen der Apostel) nicht von allen Gemeindegliedern abgelehnt. Es wurden aber messianische Traditionen dazu benutzt, die Einzigartigkeit Jesu hervorzuheben. Inhaltlich werden die Kriterien der biblischen Überlieferungen für eine messianische Gestalt nach Darstellung der Evangelisten in Jesus erfüllt. Joseph Ratzinger betont allerdings, dass sich der neutestamentliche Jesus nie selbst als Messias bezeichnet (2007, S. 36). In der Gestalt Jesu lassen sich die verschiedenen von der Tradition vorgesehenen Ämter des Messias auffinden.

### Priesteramt
Das Priesteramt lässt sich im Neuen Testament nur im Hebräerbrief nachweisen. Jesus ist nach der Ordnung Melchisedeks der Gottessohn und Hohepriester. Sein Opfer besteht in der freiwilligen Hingabe seines Lebens, die in den alttestamentlichen Opfern vorgebildet ist. Er nimmt als Knecht JHWHs unsere Schmerzen auf sich und wird „wie ein Lamm zur Schlachtbank geführt, ohne sich zu widersetzen. Er betet für die Übeltäter und wird wieder auferstehen“ (Psalm 15,10 ). Jesus bahnt mit dem Opfer seines Blutes den Weg in das himmlische Heiligtum für die Seinen, und dies macht ihn zu einem messianischen Hohepriester.

### Prophetenamt
Schon in der Vorstellung des Volkes wurde erkennbar, dass man den Anspruch Jesu als einen prophetischen Anspruch verstand, und somit wurde Jesus in die Kategorie der messianischen Propheten eingestuft. Teile des Volkes sahen in Jesus den wiedererstandenen Propheten Elija oder Johannes den Täufer (Mk 6,15  par.; 8,28 par.), und die Wiederholung der Wüstenspeisung des (2. Mose 16 ) untermauerte die Vorstellung eines eschatologischen Propheten. Schon Jesaja sah einen kommenden Lehrer und Tröster des Volkes: „Er wird das geknickte Rohr nicht zerbrechen und den glimmenden Docht nicht auslöschen“ (Jes 42,3 ).

### Königsamt
Die messianische David-Tradition wird im Neuen Testament vor allem dadurch ersichtlich, dass Jesus als der „König Israels“ (Joh. 1,49 ) und an anderer Stelle als der „Davidsohn“ (Mt 12,23 ) betitelt wird. Als Erbe des davidischen Thrones wird er die zerfallene Hütte Davids wieder aufrichten, seinem Reich werden sich alle Völker zuwenden, und in ihm sollen alle Geschlechter der Erde gesegnet werden, als „Friedensfürst“ hält er, auf einer Eselin sitzend, seinen Einzug. In der Apokalypse des Johannes wird, in Analogie zu frühjüdischen Vorbildern, von Jesus die Beseitigung der heidnischen Herrschaft bzw. die Besiegung der satanischen Mächte am Ende der Tage und folglich die Errichtung der politischen Davidherrschaft über Israel und die Welt erwartet.

## Im Islam
Messias - im Koran
Im Koran wird Isa bin Maryam (Jesus von Nazaret, Sohn der Maria) als al-Masīḥ (der Gesalbte = der Messias) betrachtet. (Sure 3:44-49 , 4:170-174 ). Dabei soll Jesus weder der Sohn Gottes noch Teil einer Dreieinigkeit sein, sondern ein Prophet Gottes.
Weitere Bezeichnungen bzw. Rollen, die wahrscheinlich Jesus im Koran zukommen:
- mit dem heiligen Geist gestärkt (Sure 2:87),
- einer, der Gott nahesteht (Sure 3:45),
- Rechtschaffener (Sure 3:45),
- Bestätiger der Thora (Sure 3:49),
- von Gott zu sich erhoben (Sure 4:158),
- Gesandter Gottes (Sure 4:170),
- frohe Botschaft Gottes (4:171),
- Gnade Gottes (4:171),
- Wort Gottes (Sure 4:171),
- von Gottes Geist (Sure 4:171),
- Diener Gottes (Sure 4:172),
- klares Licht (Sure 4:173),
- ein Zeichen und eine Barmherzigkeit für die Menschen (19:21),
- Prophet Gottes (19:30),
- Wort der Wahrheit (Sure 57:27),
- Erhalter des Evangeliums (Sure 57:27),
- Helfer Gottes (Sure 61:14).

Messiaserwartung - für die Zukunft
In weiten Teilen des Islam wird erwartet, dass am Jüngsten Tag Jesus als Richter wiederkommen wird. Viele Moslems glauben, dass Jesus nach dem Mahdi erscheinen wird, dieser aber eine andere Person (z. B. der Zwölfte Imam) als der erwartete Messias sein wird. Siehe auch: Jüngstes Gericht.
Aufgaben des erwarteten Messias:
Es gibt die Auffassung, Jesus käme am Jüngsten Tage wieder und „Er wird den Masih al-Dajjal (der falsche Messias, siehe Daddschāl) [gemeinsam] mit dem Mahdi töten.“ Jesus wird also in der Endzeit nach dem Erscheinen des Mahdi erneut auf die Welt kommen (siehe Parusie) und ihm gegen den Antichristen helfen sowie diesen besiegen.
Der Mahdi erscheint im Koran selbst nicht direkt und ist auch nach den Hadithen zu urteilen nicht der erwartete Messias, da der Mahdi sowohl aus der Linie Mohammeds als auch aus Juda kommen werde.
Verschiedene islamische Gruppen und Glaubensrichtungen unterscheiden sich jedoch in ihren Auffassungen.
Siehe auch: Mahdi und Jesus außerhalb des Christentums im Islam

## In der Neuzeit
Die Bewegungen des Messianismus bzw. des Millenarismus kommen sowohl aus dem christlichen als auch aus dem islamischen und buddhistischen Umfeld, wobei der Großteil aller messianischen Bewegungen dem christlichen Umfeld zuzuordnen ist. In der Regel werden alle messianischen Erwartungen aus den folgenden drei Quellen gespeist:
Die erste Quelle spiegelt die weitverbreitete Sichtweise unter den Völkern wider, dass mit der Ankunft eines göttlichen Führers etwaige Erlösung von Leid und Mangel einhergeht. Als zweite Quelle kann die jüdische Erwartung eines Messias angeführt werden, der Israel von der Unterdrückung befreien und alle wahren Gläubigen erlösen wird. Die dritte Quelle muss im europäischen Kontext gesehen werden. Es sind zwei einander widersprechende Gemeinschaftsmodelle, die das christliche Verhältnis zur Welt in seiner Beziehung auf das göttliche Gebot definieren, und dennoch ist beiden das Ziel einer moralischen Vollkommenheit gemeinsam. Das urchristliche bzw. apostolische Modell basiert auf den Konsens-Entscheidungen unter Leitung des Heiligen Geistes, wohingegen das platonische Modell auf Autorität, Hierarchie und Zwang setzt. „Die lange Tradition des literarischen und praktischen Utopismus in Europa und Amerika tendiert dazu, in unterschiedlichen Kombinationen der Modelle vor dem Hintergrund ihrer deutlich werdenden Schwächen zu der Vorstellung einer göttlich inspirierten oder charismatischen Führer- oder Erlösergestalt zurückzukehren und dort ihren Brennpunkt zu finden.“

### Entstehungsmotive
Eine einheitliche Konsensfindung in Bezug auf die Entstehungsbedingungen einer messianischen Bewegung ist generell nicht auszumachen. Im Allgemeinen ist es eher die Erfahrung des Leidens, der Not und der Ängste, die bei den Menschen das Verlangen und die damit verbundene Aussicht auf eine Befreiung und Erlösung wachruft. Tritt diese Befreiung nicht in Form einer politisch-geistigen Umwandlung ein, so wird dieses Verlangen in die Endzeit verlegt.
Es sind sogenannte Krisensituationen mit „strukturellen Barrieren in sozialen Beziehungen“, die einhergehen mit dem „Verlangen nach befriedigenderen und sittlich akzeptableren sozialen Verhältnissen“, welche am ehesten als Entstehungshintergrund in Betracht kommen. Hierzu zählen unter anderem jede Art von ökonomischer, politischer, ethischer, religiöser bzw. gesellschaftlicher Unterdrückung oder Bedrohung, der destruktive Einfluss der Geldwirtschaft und auch die Industrialisierung im Allgemeinen. Gerade im 19. Jh. wird der immense Einfluss der Industrialisierung mit der dazugehörigen Lohnarbeit, Arbeitsplatzunsicherheit und das Anwachsen eines entfremdeten Proletariats auf die Entwicklung messianischer Bewegungen und Sekten sichtbar.
Des Weiteren bedarf es des Auftretens „einer charismatischen Führungspersönlichkeit, welche das Krisenbewusstsein in sich verdichtet und sich mit dem Geschick der Gemeinschaft solidarisiert“, verbunden mit dem „Erlebnis einer visionären oder auditiven Berufung und Beauftragung zum sammelnden und rettenden Handeln“.

### Verlauf und Wirkung
Diese Persönlichkeiten üben aufgrund ihres „heilsgeschichtlichen Sendungsbewusstseins“ magnetische Anziehung auf wachsende Anhängerscharen aus, und dies führte auf mehreren Kontinenten und in den verschiedenen Kulturen und Religionen zu diversen messianischen Bewegungen. Den Anfang einer Bewegung bildet demnach eine anfängliche ekstatische Begeisterung, mit einer gewissen Rückbesinnung auf die apostolische Einfachheit; dieser Umstand führt dann zu einem raschen Wachstum der Anhängerschaft. Den Höhepunkt erreicht eine messianische Bewegung mit der Proklamation ihres Heilsanspruchs, und erst ab diesem Zeitpunkt entscheidet sich der weitere Verlauf. Obwohl die Zielsetzungen einiger Bewegungen oft unrealistisch und als zweifelhafte Phantasien erscheinen, werden einige Ziele in die Tat umgesetzt, und es kommt zur Institutionalisierung einer Kirchenorganisation, während andere scheitern und zerfallen.

### Grundkategorien
Die erste Kategorie wird gebildet durch die „innerkirchlichen Erweckungsbewegungen“. Diese haben im Allgemeinen biblisch-rechtsgläubige Grundüberzeugungen und erwarten in besonderem Maße eine Parusie Jesu Christi. Die Führer handeln in prophetischer Begeisterung. Zu nennen sind in diesem Zusammenhang apokalyptische Gruppen wie die Zeugen Jehovas oder die jesusgläubigen messianischen Juden.
Eine weitere Kategorie bilden die chiliastischen Bewegungen, welche aufgrund der Apotheose oder des übersteigerten Selbstbewusstseins des Anführers in einen offenen Messianismus umschlagen können. Dies kann zu einem Konflikt mit dem Staat oder der Kirche führen und in einer Katastrophe enden (Beispiel: Täuferbewegung in Münster 1533–34).
Die dritte Kategorie ist unter dem Begriff der nichtchristlichen Religionen einzuordnen, hier wird die von der christlichen Mission übernommene Parusieerwartung auf den einheimischen Mythos projiziert. Darunter fallen die Taiping-Rebellion in China, der Tong-Hak-Aufstand in Korea usw.

## Zusammenfassung
Resümierend kann konstatiert werden, dass von einer sich entwickelnden Messianologie im Alten Testament bis zu einer jüdischen Messiaserwartung im Frühjudentum, von Jesus bis zu einem apostolischen und platonischen Gesellschaftsmodell, über die verschiedenen Säkularisierungen und quasireligiösen Bewegungen, bis hin zu den diversen Sektenbewegungen und Fernsehevangelisten, die Thematik und Problematik des Messianismus immer sowohl problematische als auch faszinierende Elemente aufweist.